# In meinem Traum
Albums de Mireille Mathieu
Unter dem Himmel von Paris
(1993) Alles nur ein Spiel
(1999)
In meinem Traum est un album allemand de Mireille Mathieu sorti en 1996. Sur cet album se trouve Aimez-moi qui est une chanson de 1985 et qui se trouvait initialement sur l'album français La demoiselle d'Orléans.

## Chansons de l'album
1. In meinem Traum (Noam Kaniel/Peter Zentner)
2. Keiner war vor Dir wie Du (Jean-Jacques Kravetz/Pascal Kravetz/Peter Zentner)
3. Feuer im Blut (Michel Amsellem/Peter Zentner)
4. Atem der Nacht (Peter Zentner/Michel Amsellem)
5. Freunde Bleiben (Peter Zentner/Jean-Jacques Kravetz)
6. Dieser letzte Sommertag (Peter Zentner/Jean-Jacques Kravetz/Pascal Kravetz)
7. Hat kaum weh getan (Peter Zentner/Noam Kaniel)
8. Ein Sonnenstrahl ertrinkt im Meer (Peter Zentner/Jean-Jacques Kravetz)
9. Leise Tränen (Peter Zentner/Jean-Jacques Kravetz)
10. Auf halben Weg (Peter Zentner/Maxime Le Forestier)
11. Aimez-moi (Marie-Paule Belle/J. Mills)